# Лал-и Джалали
Лал-и Джалали — драгоценный камень, красная благородная шпинель, который упоминается в книге «Хишмат-и Кашмир» историка Абдула Кадира Хана со слов уроженца Бадахшана Мирзы Назара Баки Бег-хана. Камень весил около двух тола, был очень яркого цвета и имел изъян, который был скрыт гравировкой Джелал ад-Дин. Благодаря этой гравировке камень получил своё имя, которое переводится как «великолепный лал». Он принадлежал навабам Ауда, но его похитил визирь Али, и Мирзу наняли, чтобы вернуть похищенное.

## Гравировка
Джелал ад-Дин — это тронное имя Акбара Великого, который по свидетельству Абу-ль-Фадля Аллами приказал своему резчику печатей Мавлане Ибрагиму выгравировать слова «лал-и джалали» на всех ценных шпинелях из своей коллекции. Это игра слов между прямым значением «великолепный лал», именем «Джелал ад-Дин» и выражением «джалла джалалу», которое переводится как «прославилась слава» и обычно относится к Аллаху. Однако, Джелал ад-Дин — это также личное имя одного из навабов Ауда, роду которых принадлежал камень, Шуджи ад-Даулы.